# Raxendorf
Raxendorf je městys v Rakousku ve spolkové zemi Dolní Rakousy v okrese Melk. Žije zde přibližně 1 100 obyvatel.

## Geografie

### Geografická poloha
Raxendorf se nachází ve spolkové zemi Dolní Rakousy v regionu Waldviertel. Rozloha území městyse činí 36,24 km², z nichž přes polovinu pokrývá les.

### Části obce
Území městyse Raxendorf zahrnuje 23 sídel:
- Afterbach
- Braunegg
- Eibetsberg
- Feistritz
- Klebing
- Laufenegg
- Lehsdorf
- Mannersdorf (společně s částí Heiligenblut)
- Moos
- Neudorf
- Neusiedl am Feldstein
- Neusiedl bei Pfaffenhof
- Ottenberg
- Pfaffenhof
- Pölla
- Raxendorf
- Robans
- Steinbach
- Troibetsberg
- Walkersdorf
- Zehentegg
- Zeining
- Zogelsdorf

### Sousední obce
- na severu: Kirchschlag, Kottes-Purk (oba okres Zwettl)
- na východě: Mühldorf, Maria Laach am Jauerling (oba okres Kremže)
- na jihu: Weiten
- na západě: Pöggstall

## Kultura a památky

### Stavby
- Farní kostel sv. Gotharda v Raxendorfu
- Farní kostel v Heiligenblutu
- Zřícenina Sassingschlösserl

## Galerie

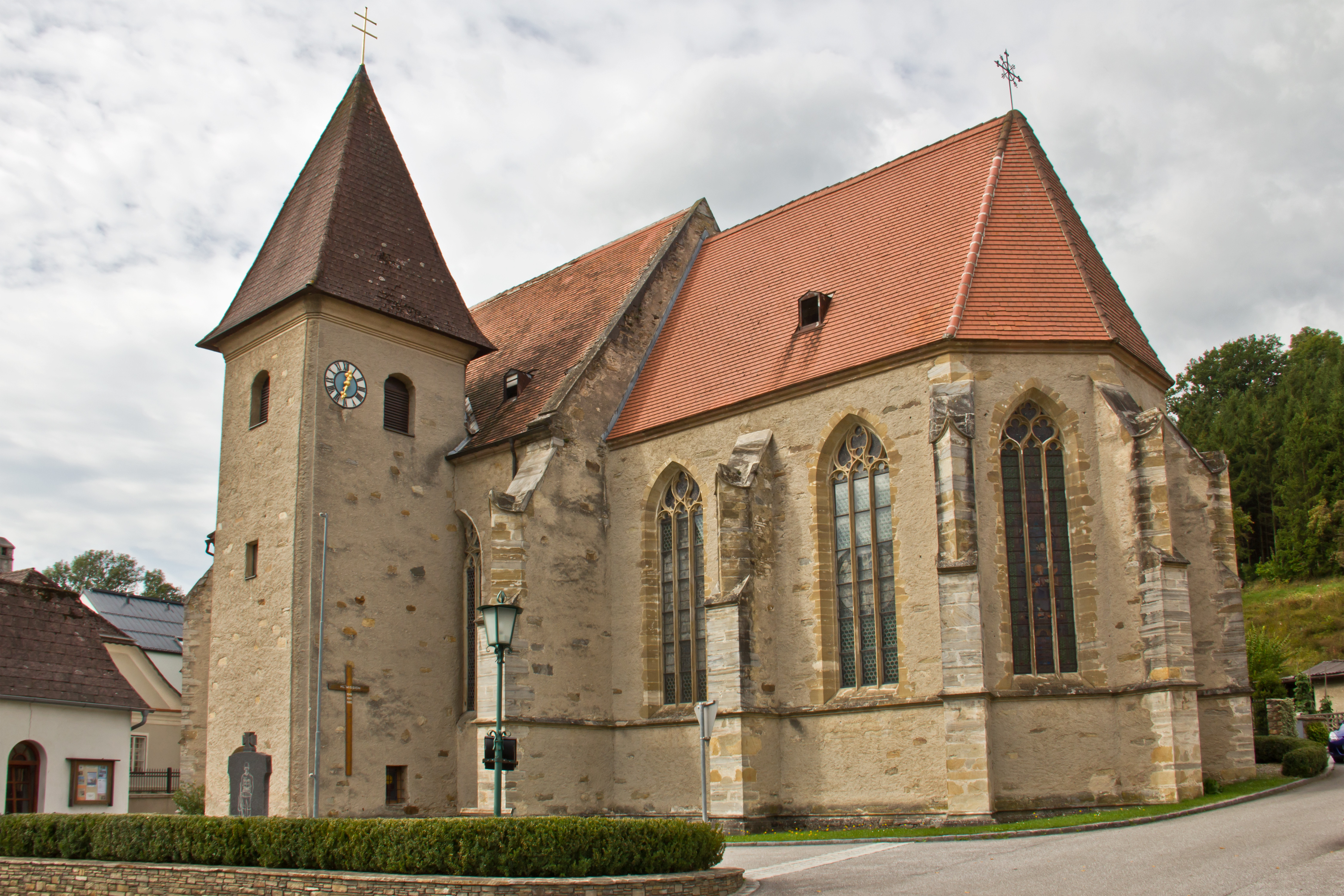
Kostel v Heiligenblutu
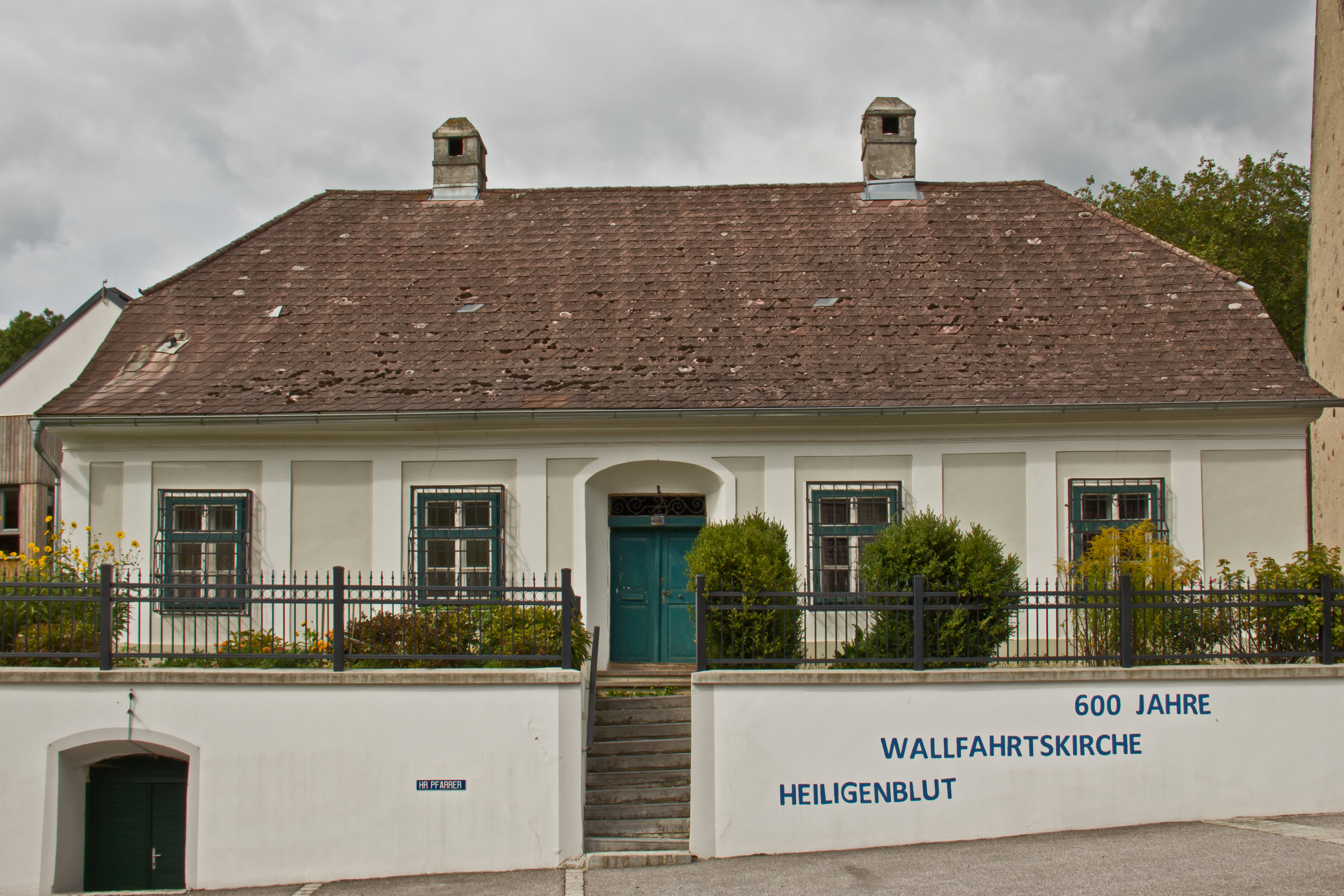
Fara v Heiligenblutu
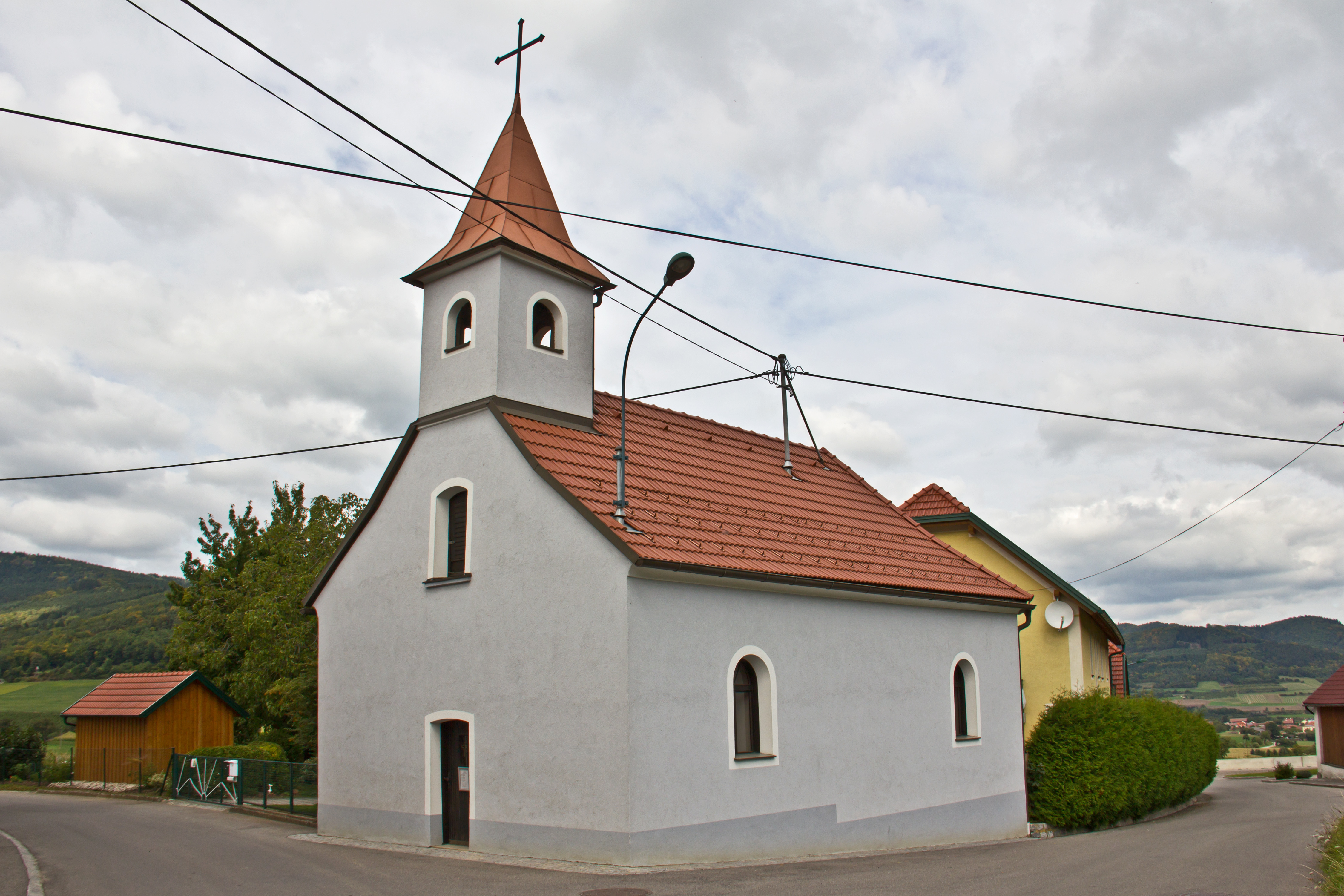
Kaple v Zeiningu